# 亚瑟·弗里德
亚瑟·弗里德（Arthur Freed，1894年9月9日—1973年4月12日） 是一位美国作词家、电影制片人，凭借《一个美国人在巴黎》和《金粉世界》两度赢得奥斯卡最佳影片奖。

## 生平
弗里德出生于南卡罗来纳州查尔斯顿的一个犹太家庭，高中时期开始写诗。1914年高中毕业后，他在芝加哥开始了歌曲创作、表演钢琴，最终被米高梅聘用，为多部电影创作歌词，其中许多由纳西奥·赫伯·布朗配乐。
弗里德于1961年离开米高梅，之后担任电影艺术与科学学院院长至1966年。1973年4月3日，他因心脏病去世。

## 争议
秀兰·邓波儿在1988年的自传中写道，11岁时，弗里德曾找她到米高梅表演，但她交谈中拉开了裤链。“由于对男性解剖学一无所知，她咯咯地笑了，然后他把她赶出了办公室”。1988年10月25日，她在賴瑞金現場接受采访时再次提到这件事，并称这是她拍完一部电影就立刻离开米高梅返回福克斯的原因。